# Kazuko Obata
Kazuko Obata je lingvistka na Australian Institute of Aboriginal and Torres Strait Islander Studies (Ph.D. Australian National University)
Popsala papuánský jazyk Bilua na Šalomounových ostrovech.
Zabývá se také jazyky australských domorodců.

## Vybrané publikace
- Obata, Kazuko. 2003. A grammar of Bilua : a Papuan language of Solomon Islands. Canberra : Pacific Linguistics ISBN 0-85883-531-2 (Národní knihovna)